# Лентовидный сарган
Лентовидный сарган, или пятнистый сарган, или плоскотелый сарган, или пятнистый стрелохвост (лат. Ablennes hians), — вид лучепёрых рыб семейства саргановых, единственный представитель рода стрелохвостов (Ablennes). Широко распространены в субтропических и тропических водах всех океанов. Морские пелагические рыбы. Максимальная длина тела 140 см.

## Описание
Тело удлинённое, сильно сжато с боков, покрыто мелкой циклоидной, легко опадающей чешуёй. Челюсти длинные, одинаковой длины, образуют характерный «клюв». На обеих челюстях многочисленные игловидные острые зубы. Ноздри располагаются в ямке перед глазами. Отсутствуют жаберные тычинки. Спинной и анальный плавники сдвинуты далеко назад к хвостовому стеблю. В плавниках нет жёстких лучей. В спинном плавнике 23—26 мягких лучей. Задняя часть спинного плавника с выраженной увеличенной долей тёмного цвета. В анальном плавнике 24—28 мягких лучей. Передние части спинного и анального плавников высокие, серповидной формы. Нет дополнительных плавничков за спинным и анальным плавниками. Грудные плавники серповидные, с 13—15 мягкими лучами. Брюшные плавники с 6 мягкими лучами расположены на брюхе. На хвостовом стебле нет бокового киля. Хвостовой плавник выемчатый; нижняя лопасть намного длиннее верхней. Боковая линия проходит низко по телу, начинаясь от начала грудных плавников. Позвонков 87—93. Правая гонада отсутствует у самок, а у самцов редуцирована или также отсутствует.

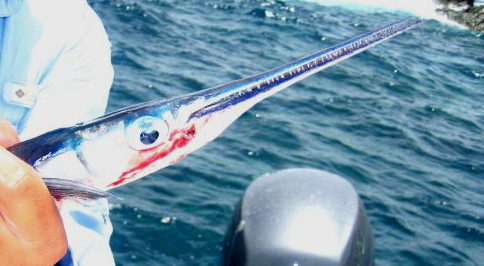

Верхняя часть тела голубовато-зелёного цвета, нижняя часть тела серебристо-белая. По бокам тела проходит широкая тёмно-синяя полоса и 12—14 тёмных вертикальных полосок. Кончик нижний челюсти красный. У молоди и взрослых особей задняя часть спинного плавника чёрная. Чешуя и кости зелёного цвета.
Максимальная длина тела 140 см, обычно до 70 см; масса тела — до 4,8 кг.

## Биология
Эпипелагические морские рыбы. Обитают в открытых и прибрежных водах на глубине от 0 до 12 м. В прибрежных водах чаще встречаются у островов, чем у материкового побережья. Иногда заходят в эстуарии и устья рек. Могут образовывать большие скопления. Питаются преимущественно рыбами. Вымётывают до 600 икринок. Икринки прикрепляются к плавающим объектам с помощью филаментов на поверхности икринки.

## Ареал
Распространены в тропических и тропических районах всех океанов в пределах изотермы 23,9 °С. Восточная Атлантика: от Кабо-Верде и Мавритании до Гвинейского залива, Конго и Анголы. Западная Атлантика: от Массачесеттса вдоль побережья США; Бермудские и Багамские острова; Мексиканский залив, Карибское море и далее на юг вдоль побережья Южной Америки до Рио-де-Жанейро (Бразилия). В Индо-Тихоокеанской области широко распространены от Красного моря и Персидского залива вдоль восточного побережья Африки до юга Африки; прибрежные воды Юго-Восточной и Южной Азии до Индонезии и западной Австралии. Западная Пацифика: от Японии до Австралии; Гавайские острова. Восточная Пацифика: от Мексики до Перу.